# Oppidum de Murcens
L'oppidum de Murcens  est une colline jadis fortifiée au sommet d'une falaise dominant le Vers sur la commune de Cras dans le Lot.

## Localisation et environnement
Au sommet de falaises calcaires surplombant le Vers dans le département du Lot.
L'aqueduc romain de Divona passait semble-t-il au pied de l'oppidum.

## Histoire antique

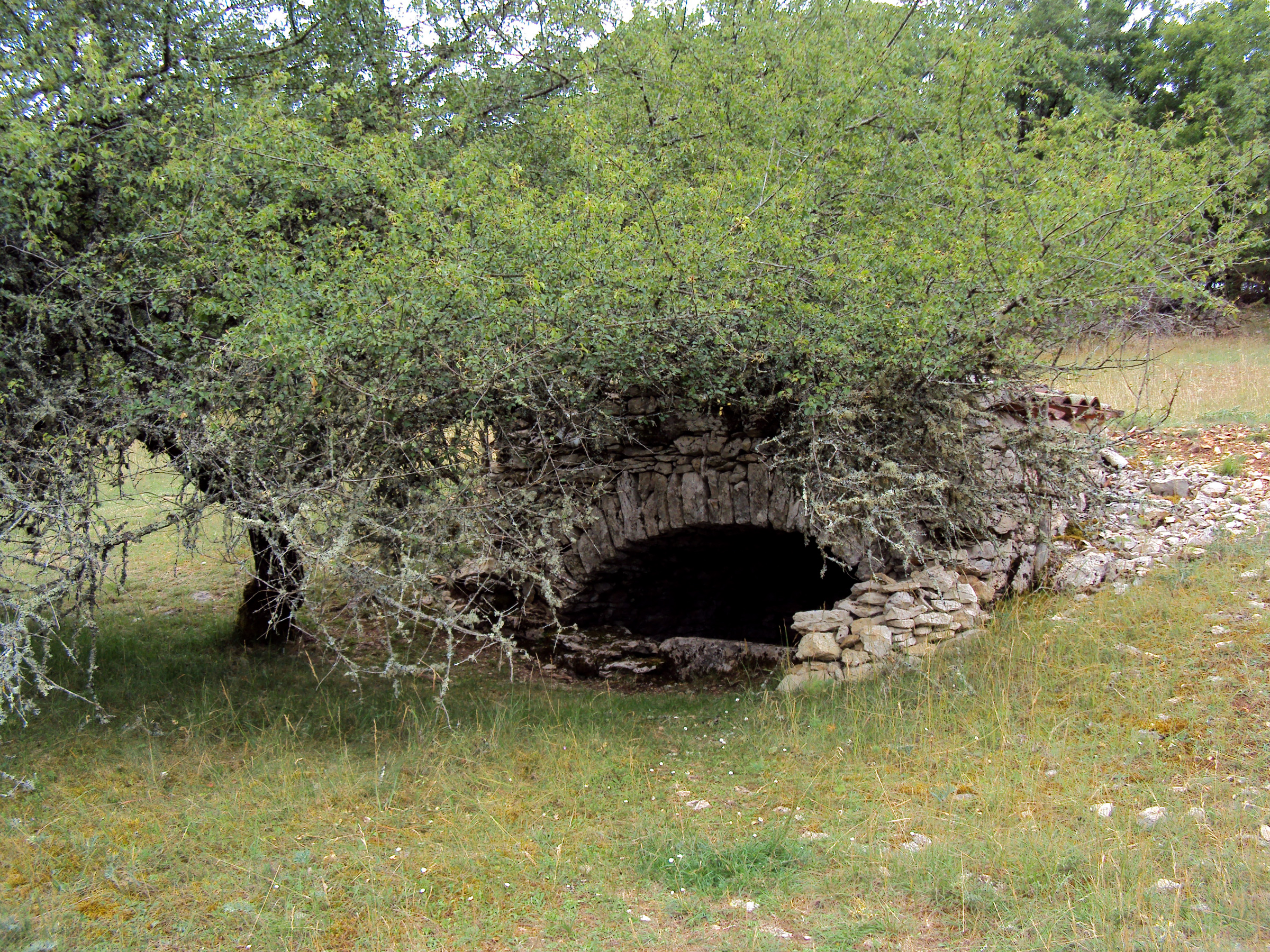
Sur le site de l'oppidum de Murcens - La Fontaine dite "de César" - Lot - France

Il est supposé que l'oppidum fut abandonné comme d'autres après l'invasion romaine et que ses habitants rejoignirent la population nouvelle de Cahors. 
Une longue discussion s'est tenue entre spécialistes depuis le début du XIXe siècle et encore aujourd'hui pour savoir quel était le site du dernier lieu de résistance des Gaulois après la défaite d'Alesia : Uxellodunum. Si le site du Puy d'Issolud à Vayrac est désormais reconnu comme le site de la bataille officiellement et par les spécialistes de l'archéologie, le site de Murcens reste une localisation défendue par certains[réf. nécessaire] tout comme le village de Capdenac-le-Haut près de Figeac.
C'est sur l'oppidum de Murcens qu'en 1867 Edouard Castagné reconnut et fouilla pour la première fois une fortification gauloise de type murus gallicus marquant une étape décisive dans la connaissance des oppida. Murcens est aujourd'hui le plus méridional des ouvrages de type murus gallicus connu. Le toponyme de Murcens pourrait par ailleurs venir de murus cinctus, expression latine désignant un lieu entouré d'un mur.